# Pulkau

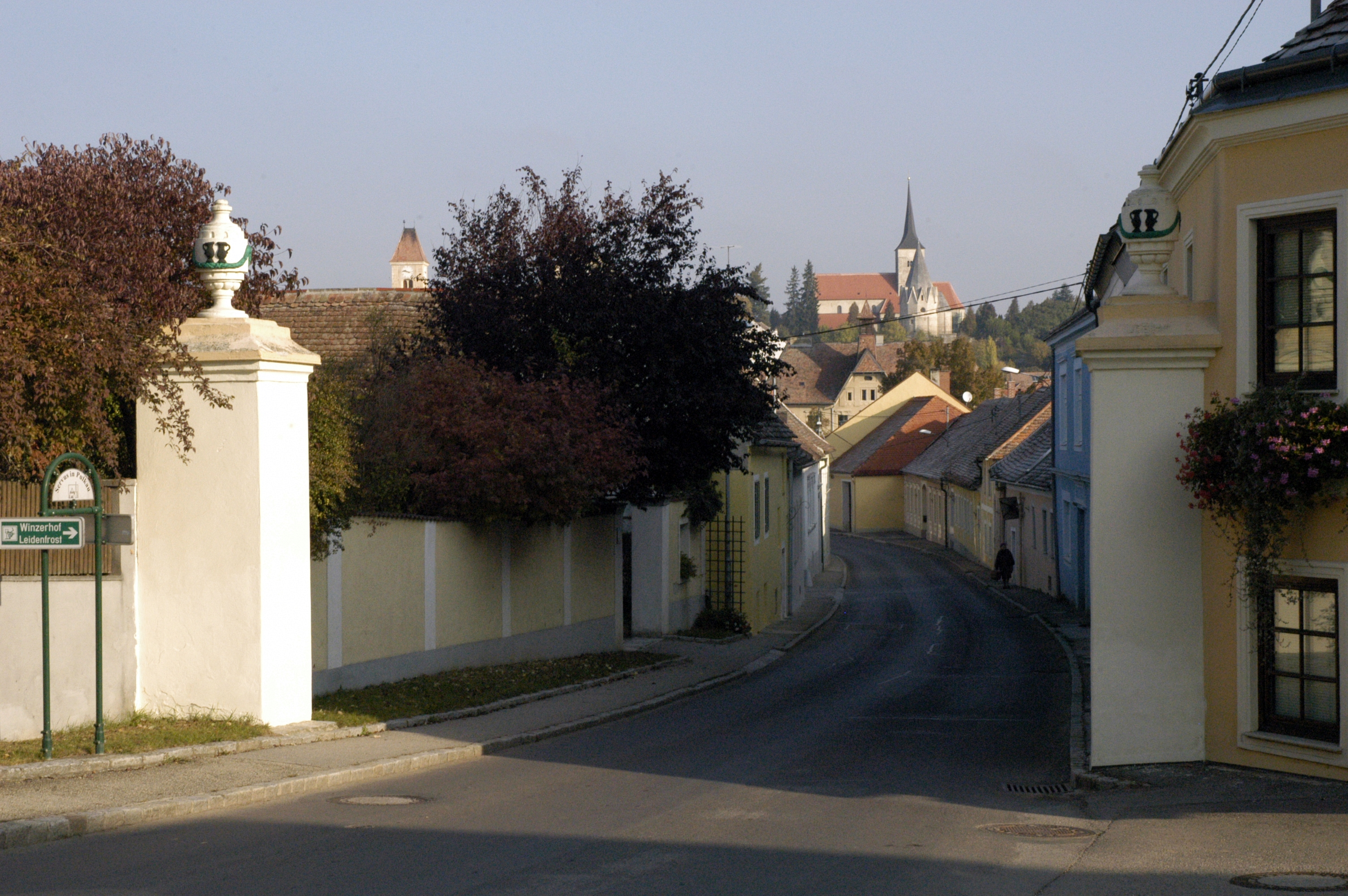
Pfeiler des ehemaligen Markttors

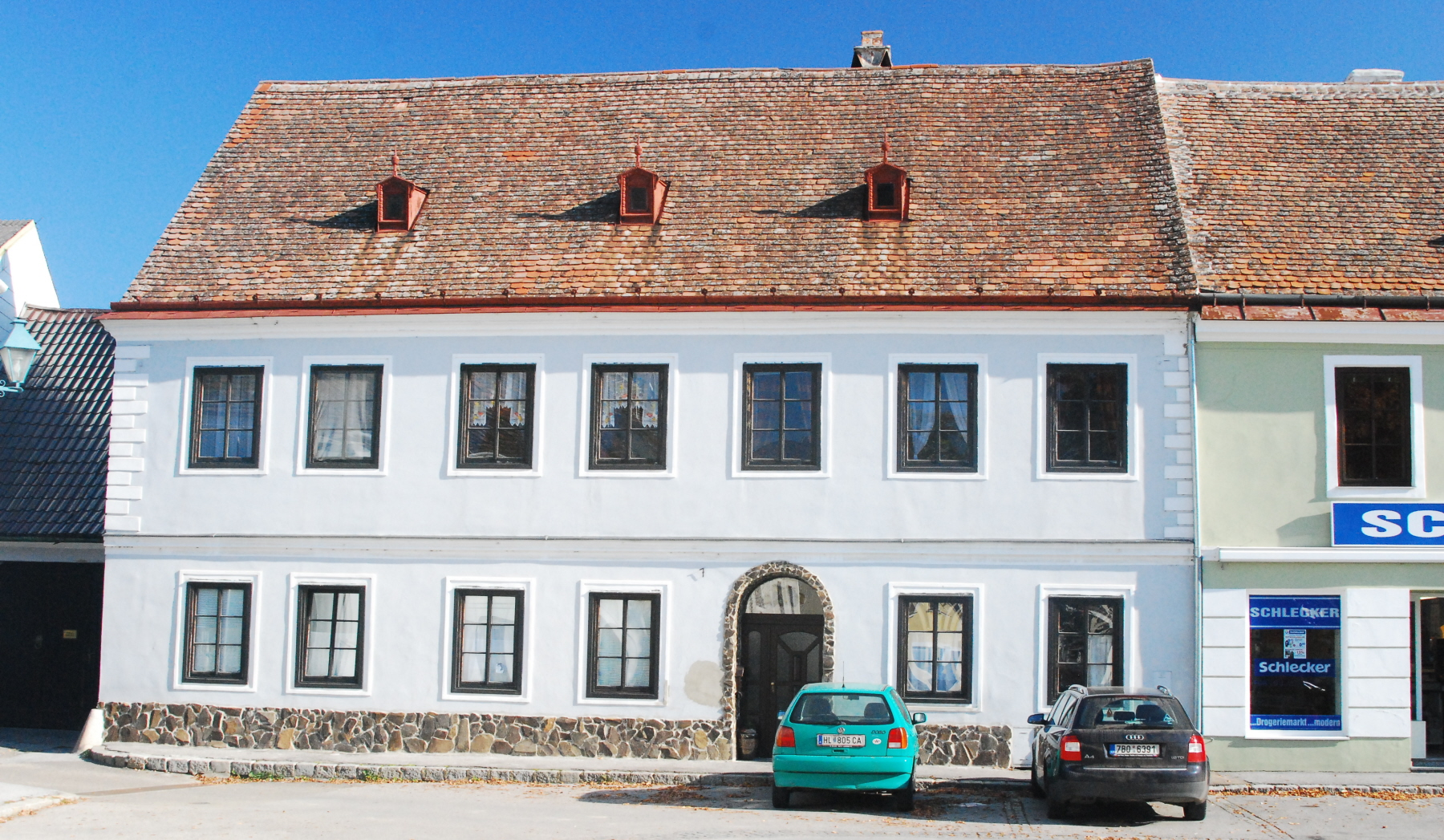
Der Hauptplatz ist von zahlreichen historischen Gebäuden geprägt

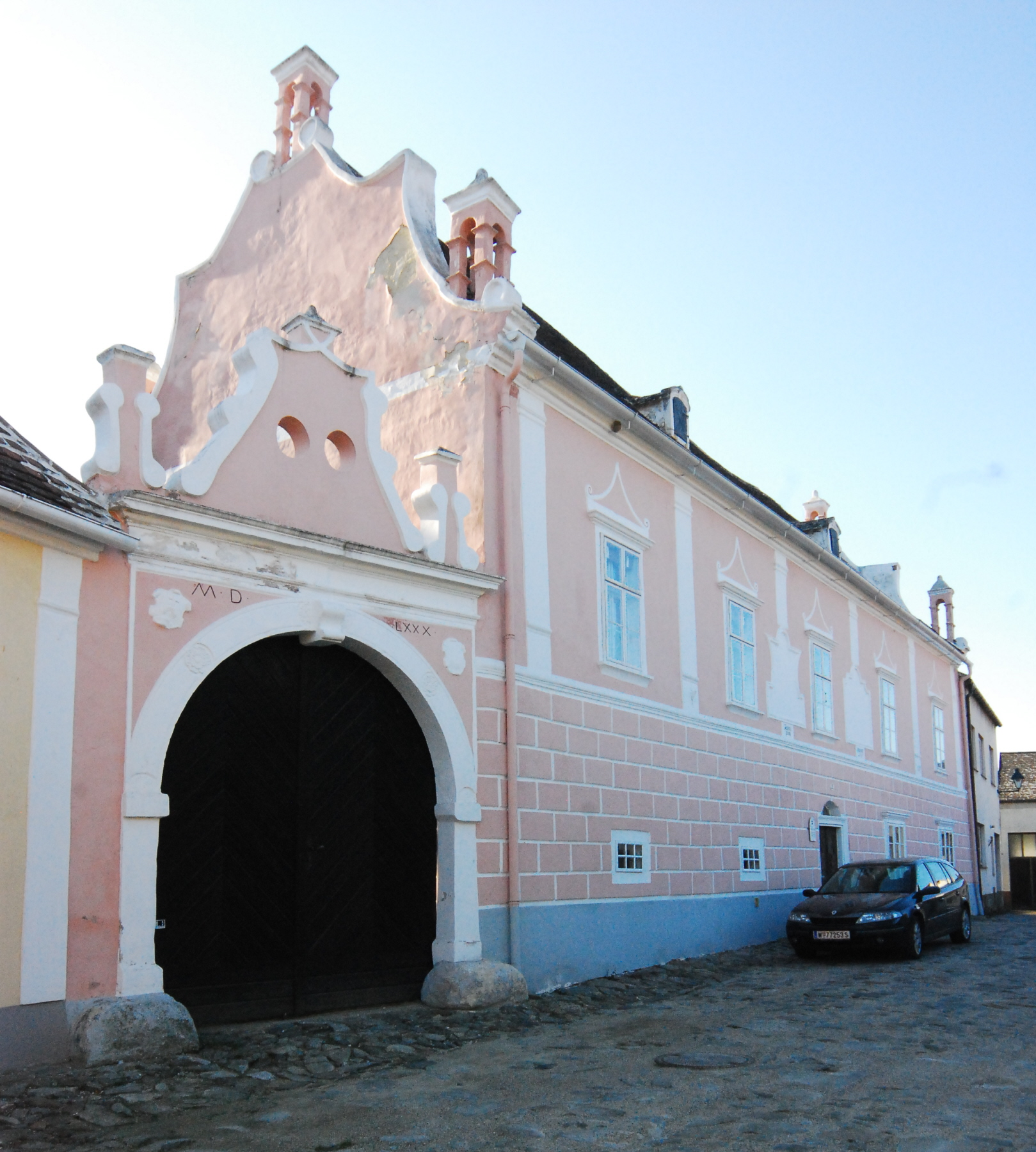
Roter Hof, ein Renaissancebau aus dem späten 16. Jahrhundert

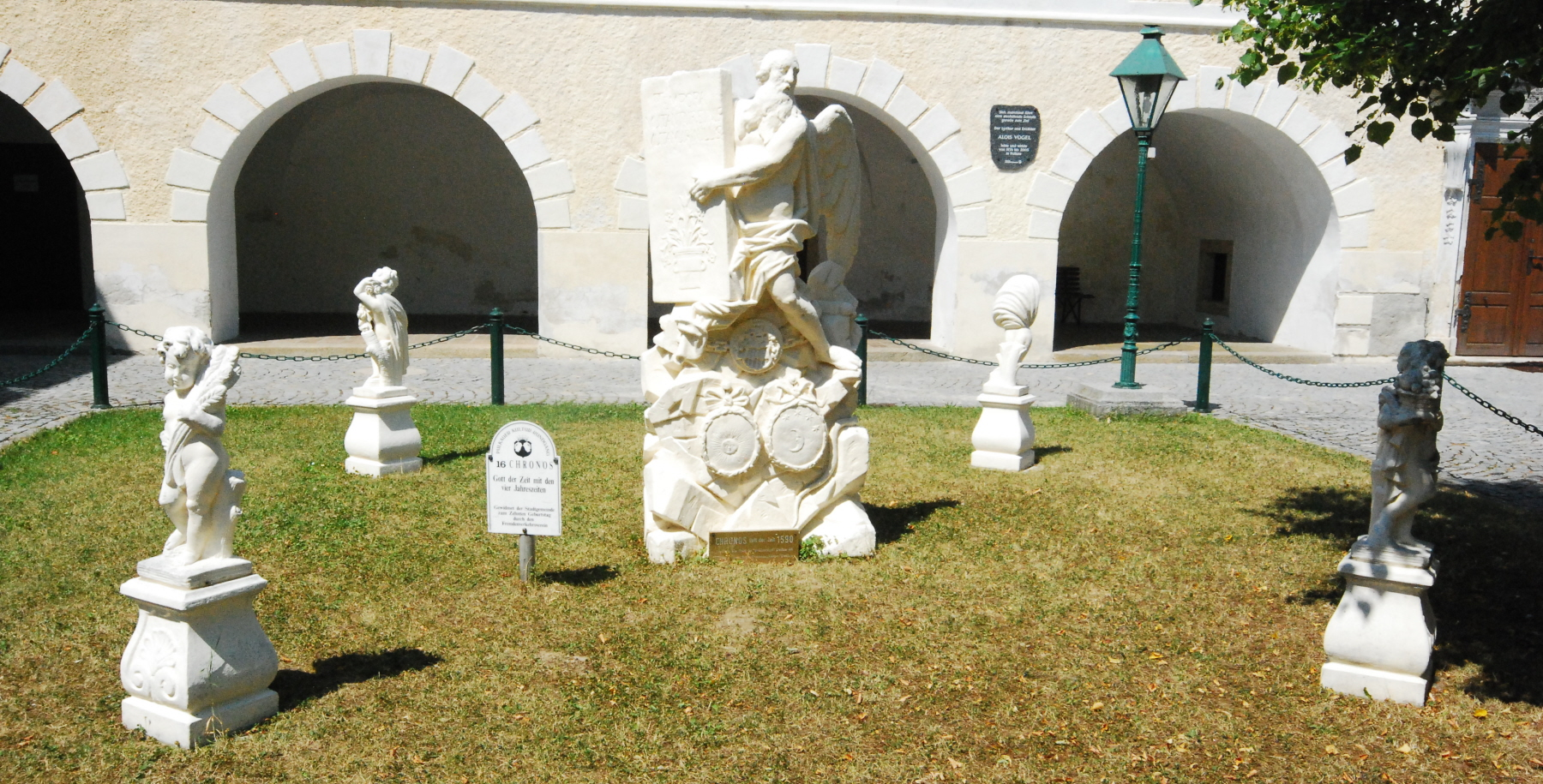
Chronos-Fragment im Pöltingerhof

Pulkau ist eine Stadtgemeinde im Bezirk Hollabrunn in Niederösterreich mit 1460 Einwohnern (Stand 1. Jänner 2025).

## Geografie
Pulkau liegt im nördlichen Weinviertel in Niederösterreich im Tal der Pulkau. Diese fließt in einer Meereshöhe von rund 250 Meter. Nach Norden steigt das Land zu bewaldeten Höhen von über 400 Meter an. Die höchsten Erhebungen sind Umlaufberg (441 m), Kranawettberg (466 m) und Brenntenberg (477 m).
Die Fläche der Stadtgemeinde umfasst 36,73 Quadratkilometer. Davon sind 52 Prozent landwirtschaftliche Nutzfläche, 13 Prozent Weingärten und 26 Prozent der Fläche sind bewaldet.

### Gemeindegliederung
Das Gemeindegebiet umfasst folgende sechs Ortschaften (in Klammern Einwohnerzahl Stand 1. Jänner 2025):
- Groß-Reipersdorf (150)
- Leodagger (83)
- Passendorf (7)
- Pulkau (961) samt Bründltal und Pulkautal
- Rafing (144)
- Rohrendorf an der Pulkau (115)

Die Gemeinde besteht aus den Katastralgemeinden Großreipersdorf, Leodagger, Passendorf, Pulkau, Rafing und Rohrendorf.

### Nachbargemeinden
|                      | Weitersfeld (HO)                            | Schrattenthal |
| Sigmundsherberg (HO) | Kompassrose, die auf Nachbargemeinden zeigt | Zellerndorf   |
| Meiseldorf (HO)      | Röschitz (HO)                               |               |

## Geschichte
Die erste Besiedelung mit fränkischen Siedlern erfolgte unter Kaiser Karl dem Großen zwischen 791 und 796 n. Chr., die Grundherrschaft lag 1055 in den Händen der Grafen von Hardegg.
1080 wird die Pfarre das erste Mal urkundlich erwähnt und seit 1216 ist der Weinbau amtlich bestätigt.
In den Jahren dazwischen war der Baubeginn der St. Michaelskirche (1155). Zu dieser Zeit erhielt auch das Schottenstift in Wien das Patronatsrecht über die Pfarre.
1308 erhielt Pulkau das Marktrecht. 1437 verlieh Herzog Albrecht V. das Marktsiegel und das Wappen. Seit diesem Jahr bis 1790 finden sich hier ein Richter und ein Marktrat.
Ein christlicher Mesner half 1338 angeblich Juden bei der Schändung einer Hostie. Daraufhin brach in weitem Umkreis von Pulkau eine Judenverfolgung aus (Siehe→ Pulkauer Verfolgungen von 1338).
Die gotische Filialkirche Pulkau Heiligblut wurde in den Jahren 1400 bis 1422 erbaut. 1425 wurde Pulkau – so wie Schrattenthal und Retz – von den Hussiten verwüstet.
1486 besetzten die Truppen von Matthias Corvinus – im Gegensatz zum benachbarten Schrattenthal – Pulkau.
Von aufständischen Bauern wurde Pulkau 1597 besetzt und auch während des Dreißigjährigen Krieges wurde der Markt immer wieder besetzt. Unter den Schweden 1645 ging Pulkau in Flammen auf.
In Pulkau und Umgebung brach die Pest aus. Die Pfarrchronik verzeichnete am 13. Dezember 1680 600 Tote. Um eine Ausbreitung der Seuche zu verhindern, wurde der Markt gesperrt.
Am 25. Jänner 1712 wurde Kaiser Karl VI. auf seiner Krönungsreise nach Prag hier von den niederösterreichischen Ständen empfangen (eine weitere Station war Langau im Bezirk Horn).
1724 ließ Abt Karl Fetzer die steinerne Bründlkapelle errichten, die heute noch steht. Dreißig Jahre später (1742) besetzten im 2. Schlesischen Krieg die Preußen Pulkau. 1805 und 1809 folgten ihnen die Franzosen.
Weitaus friedlicher verlief der Besuch in Pulkau durch Kaiser Franz I. und seine Gemahlin Karoline Auguste am 8. Oktober 1833. Im Jahr 1845 waren Kaiser Ferdinand I. und der Thronfolger Franz Joseph zu Gast.
1850 wurde auch aus Pulkau eine von der Grundherrschaft befreite Gemeinde.
Schwere Zeiten waren der Erste Weltkrieg sowie der Zweite Weltkrieg mit den darauf folgenden zehn Jahren sowjetischer Besatzung. Eine der aktivsten Widerstandsgruppen entstand in Pulkau im Sommer 1943. Jugendliche, vorwiegend der Jahrgänge 1927 und 1928, die ihre erste politische Prägung in den ständestaatlichen Jugendorganisationen „Jung-Österreich“ und „Jung-Vaterland“ im Sinne des österreichischen Patriotismus erfahren hatten und ihre Gruppe Ewig treu mein Österreich bezeichneten, entfalteten eine rege antinazistische Tätigkeit. Ziele der Jugendlichen, die sich auch Schlurfs nannten, waren – laut Gerichtsurteilen – die Beseitigung des Bürgermeisters und der Politischen Leiter der NSDAP in Pulkau und darüber hinaus die „gewaltsame Lostrennung der Alpen- und Donaureichsgaue vom Großdeutschen Reich“, also die Wiederherstellung Österreichs. Insgesamt wurden vierzehn Personen von der Gestapo in Haft genommen; je fünf Angeklagte wurden vom Oberlandesgericht Wien und vom Volksgerichtshof wegen Vorbereitung zum Hochverrat abgeurteilt. Die einzige ältere Beteiligte, Anna Goldsteiner, wurde zum Tode verurteilt und am 5. Juli 1944 hingerichtet.
Die Fusionierung von Großreipersdorf, Passendorf, Pulkau und Rafing zu Pulkau erfolgte am 1. Jänner 1968, die Eingemeindungen von Leodagger und Rohrendorf an der Pulka folgten mit 1. Jänner 1971.
Seit dem Ende der 1960er-Jahre wird viel für ein neues, moderneres Pulkau getan (Waldbad, neue Hauptschule, Trinkwasserversorgung und Kanalisation mit Kläranlage). Am 22. Februar 1985 wurde Pulkau das Stadtrecht verliehen.
Im Jahre 1985 organisierte Hermann Maurer im Auftrage der Gesellschaft für Vor- und Frühgeschichte in grenzüberschreitender Zusammenarbeit mit der Universität Prag eine Niederösterreichtagung in Pulkau. Dazu erschienen als wissenschaftliche Veröffentlichungen der Ergebnisse zwei Tagungsbände.
Das Kulturzentrum Pöltingerhof wurde eröffnet, Hauptplatz und Rathausplatz neu gestaltet, der neue Kindergarten und die Volksschule folgten. 2000 folgte die Eröffnung des Europahauses im Pfarrhof, für das sich der aus Radio und Fernsehen bekannte Kaplan August Paterno sehr engagierte.

### Bevölkerungsentwicklung
| Pulkau: Einwohnerzahlen von 1869 bis 2025           | Pulkau: Einwohnerzahlen von 1869 bis 2025 | Pulkau: Einwohnerzahlen von 1869 bis 2025 | Pulkau: Einwohnerzahlen von 1869 bis 2025 | Pulkau: Einwohnerzahlen von 1869 bis 2025 |
| --------------------------------------------------- | ----------------------------------------- | ----------------------------------------- | ----------------------------------------- | ----------------------------------------- |
| Jahr                                                |                                           |                                           |                                           | Einwohner                                 |
| 1869                                                | 1869                                      |                                           | 3.237                                     | 3.237                                     |
| 1880                                                | 1880                                      |                                           | 3.258                                     | 3.258                                     |
| 1890                                                | 1890                                      |                                           | 3.276                                     | 3.276                                     |
| 1900                                                | 1900                                      |                                           | 3.199                                     | 3.199                                     |
| 1910                                                | 1910                                      |                                           | 3.027                                     | 3.027                                     |
| 1923                                                | 1923                                      |                                           | 2.691                                     | 2.691                                     |
| 1934                                                | 1934                                      |                                           | 2.746                                     | 2.746                                     |
| 1939                                                | 1939                                      |                                           | 2.556                                     | 2.556                                     |
| 1951                                                | 1951                                      |                                           | 2.560                                     | 2.560                                     |
| 1961                                                | 1961                                      |                                           | 2.191                                     | 2.191                                     |
| 1971                                                | 1971                                      |                                           | 1.922                                     | 1.922                                     |
| 1981                                                | 1981                                      |                                           | 1.717                                     | 1.717                                     |
| 1991                                                | 1991                                      |                                           | 1.680                                     | 1.680                                     |
| 2001                                                | 2001                                      |                                           | 1.568                                     | 1.568                                     |
| 2011                                                | 2011                                      |                                           | 1.574                                     | 1.574                                     |
| 2021                                                | 2021                                      |                                           | 1.501                                     | 1.501                                     |
| 2025                                                | 2025                                      |                                           | 1.460                                     | 1.460                                     |
| Quelle(n): Statistik Austria, Gebietsstand 1.1.2021 |                                           |                                           |                                           |                                           |

Seit 1981 blieb die Bevölkerungszahl fast konstant, da sich die negative Geburtenbilanz und die positive Wanderungsbilanz beinahe aufhoben.

## Kultur und Sehenswürdigkeiten
- Ruine Neudegg
- Rathaus Pulkau: 1659 errichtet

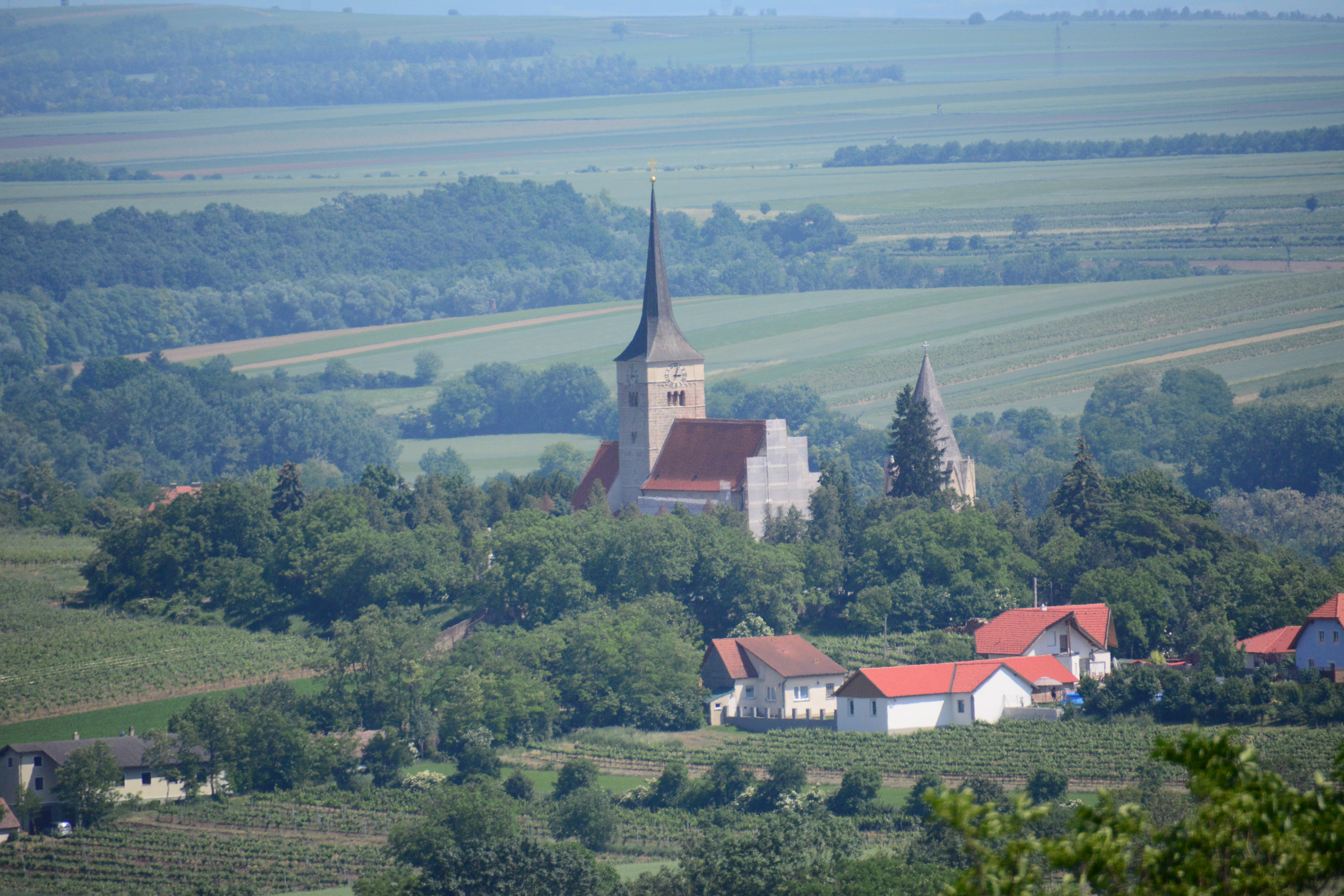
Pfarrkirche Pulkau

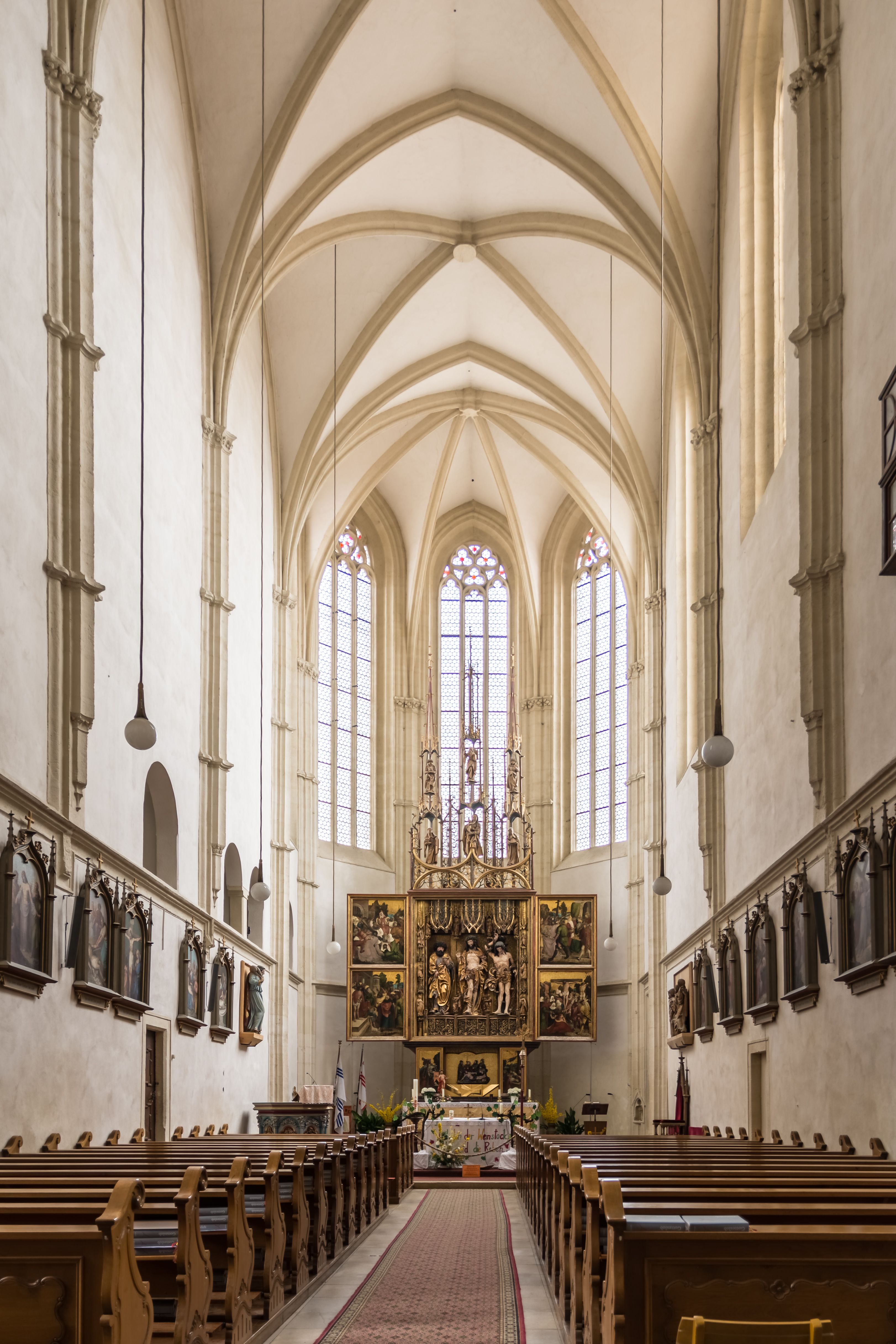
Filialkirche Pulkau mit dem spätgotischen Pulkauer Flügelaltar

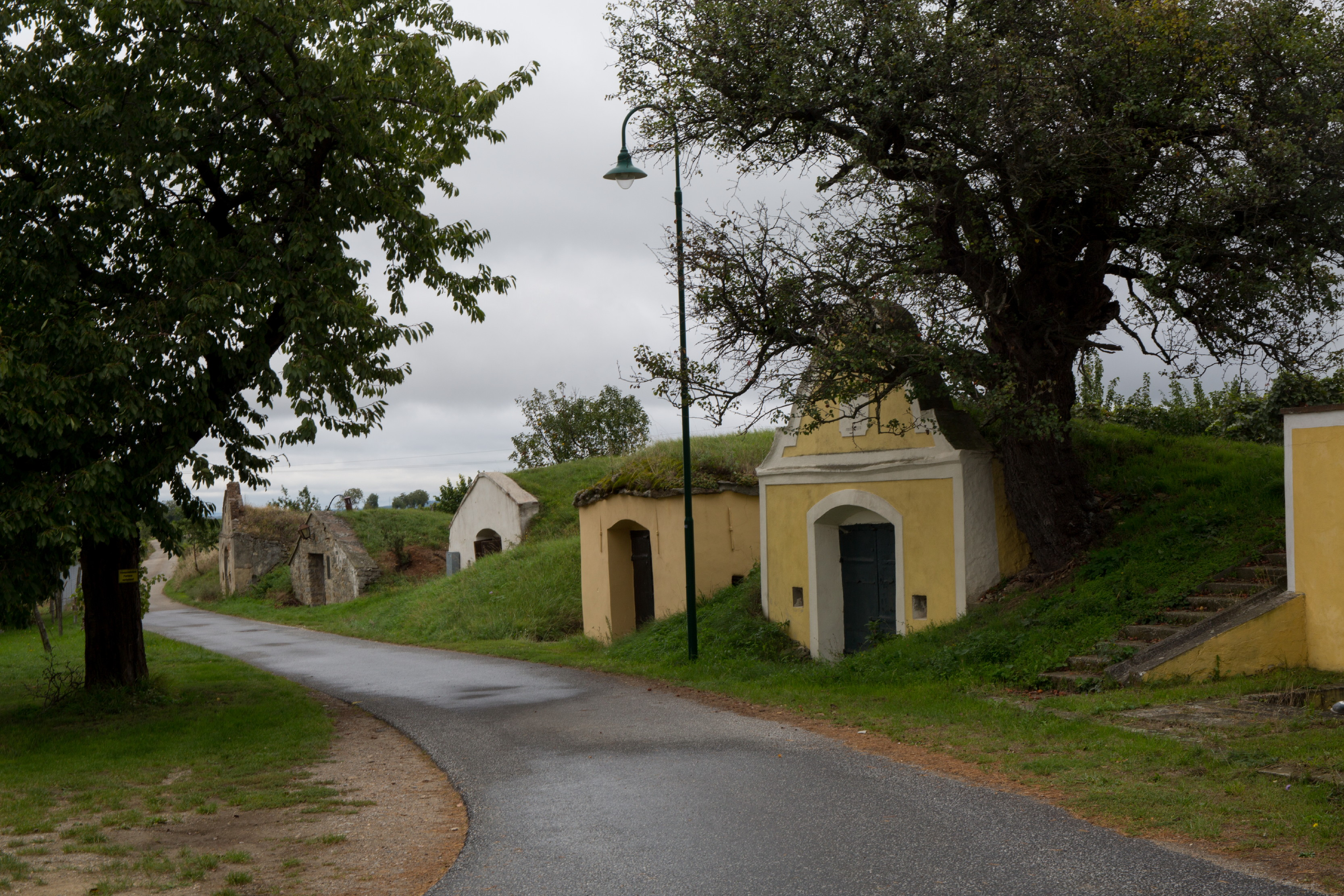
Kellergasse in Groß Reipersdorf

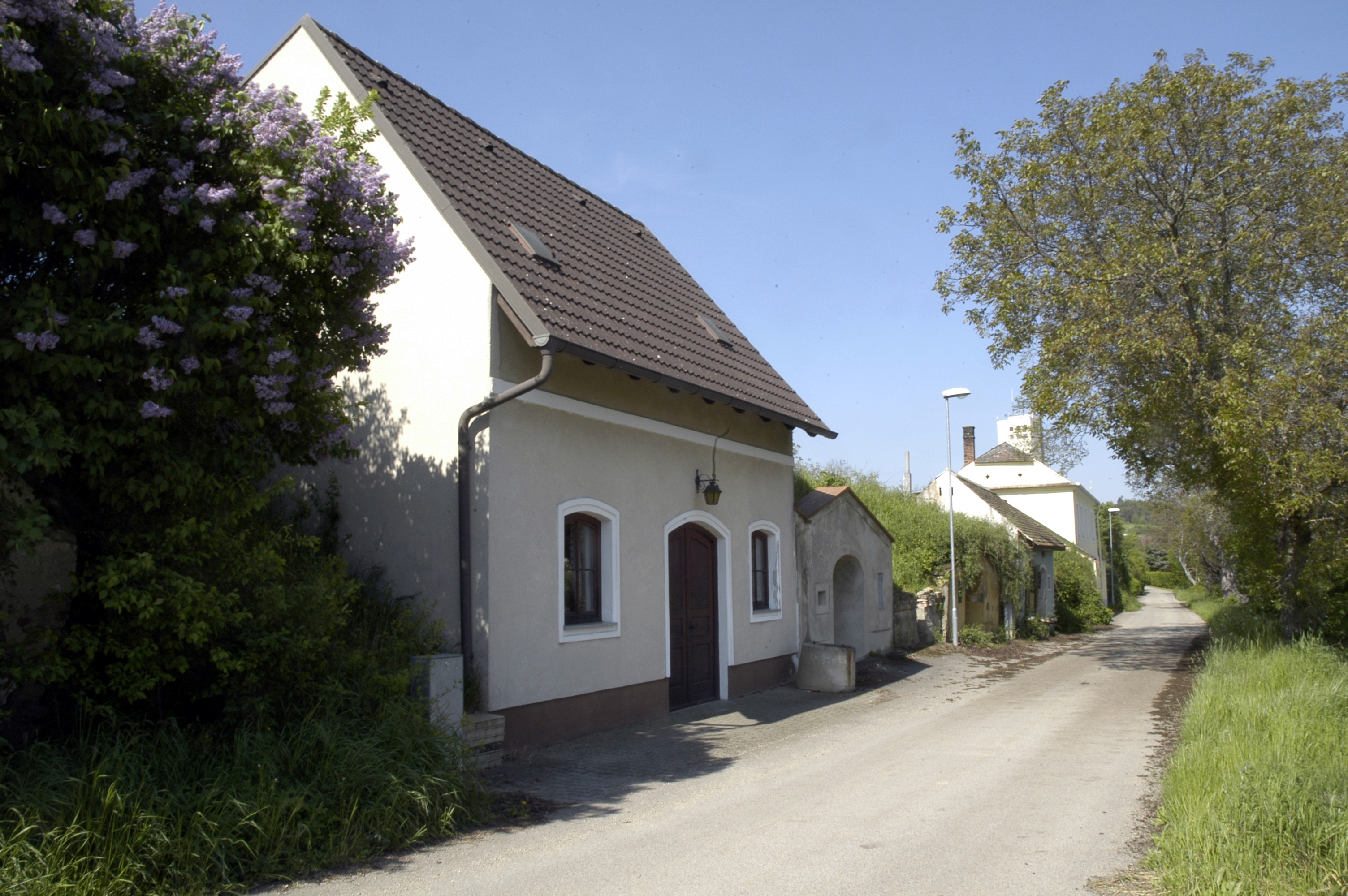
Kellergasse Landstraße in Pulkau

- Dreifaltigkeitssäule am Hauptplatz
- Pranger am Rathausplatz
- Katholische Pfarrkirche Pulkau hl. Michael mit Karner Pulkau hl. Bartholomäus und Pfarrhof
- Katholische Filialkirche Pulkau hl. Blut
- Kapelle Maria Bründl: Wallfahrtsstätte, steht unter Denkmalschutz
- Roter Hof: ursprünglich Wirtschafts- und Lesehof der Herren von Traun
- Pöltingerhof
- Peschtamühle, Zieglermühle, Hammerschmiede
- Kaiser-Franz-Joseph-Denkmal
- Johannes-Nepomuk-Statue
- Veronikamarterl
- Gerichtsmarterl
- Lönsstein

Regelmäßige Veranstaltungen
- Kürbisfest im Retzer Land: das Kürbisfest findet seit 1993 jährlich Ende Oktober statt

## Wirtschaft und Infrastruktur
Im Jahr 2010 gab es 80 land- und forstwirtschaftliche Betriebe (1999 gab es 167), davon waren 42 Haupterwerbsbetriebe. Im Produktionssektor beschäftigten 21 Betriebe 97 Arbeitnehmer, überwiegend im Bau (60) aber auch mit der Herstellung von Waren (33). Der Dienstleistungssektor gab in 83 Betrieben 262 Menschen Arbeit. Etwa die Hälfte ist in sozialen und öffentlichen Diensten beschäftigt, etwa ein Viertel im Handel (Stand 2011).

### Verkehr
- Bahn: Die Pulkaubahn der Bahnstrecke Zellerndorf–Sigmundsherberg wurde 1988 für den Personenverkehr eingestellt. Mit 1990 wurde auch der verbliebene Güterverkehr auf der Teilstrecke Zellerndorf bis Sigmundsherberg eingestellt. Der Bahnhof liegt rund drei Kilometer außerhalb der Stadt.
- Straße: Pulkau liegt am Schnittpunkt der Pulkautal Straße (B45) und der Retzer Straße (B35).[11]

### Bildung
In der Stadtgemeinde gibt es einen Kindergarten, eine Volksschule und eine Neue Mittelschule.

### Gesundheit
Für die Gesundheit der Bevölkerung stehen in Pulkau mehrere praktische Ärzte und ein Zahnarzt zur Verfügung. In der Stadt gibt es eine Apotheke.

## Politik

### Gemeinderat
Der Gemeinderat hat 19 Mitglieder.
- Nach den Gemeinderatswahlen in Niederösterreich 1990 hatte der Gemeinderat folgende Verteilung: 14 ÖVP und 5 SPÖ.[14]
- Nach den Gemeinderatswahlen in Niederösterreich 1995 hatte der Gemeinderat folgende Verteilung: 14 ÖVP und 5 SPÖ.[14]
- Nach den Gemeinderatswahlen in Niederösterreich 2000 hatte der Gemeinderat folgende Verteilung: 14 ÖVP, 4 SPÖ und 1 FPÖ.[15]
- Nach den Gemeinderatswahlen in Niederösterreich 2005 hatte der Gemeinderat folgende Verteilung: 14 ÖVP und 5 SPÖ.[16]
- Nach den Gemeinderatswahlen in Niederösterreich 2010 hatte der Gemeinderat folgende Verteilung: 14 ÖVP, 4 SPÖ und 1 FPÖ.[17]
- Nach den Gemeinderatswahlen in Niederösterreich 2015 hatte der Gemeinderat folgende Verteilung: 14 ÖVP, 4 SPÖ und 1 FPÖ.[18]
- Nach den Gemeinderatswahlen in Niederösterreich 2020 hatte der Gemeinderat folgende Verteilung: 15 ÖVP und 4 SPÖ.[19]
- Nach den Gemeinderatswahlen in Niederösterreich 2025 hat der Gemeinderat folgende Verteilung: 13 ÖVP, 4 SPÖ und 2 FPÖ.[20]

### Bürgermeister
- ?–? Friedrich Kirch
- ?–? Karl Paul
- 1995–2019 Manfred Marihart (ÖVP)[21]
- seit 2019 Leo Ramharter (ÖVP)[22]

### Gemeindepartnerschaften
- seit 1985 mit der Gemeinde Klösterle in Vorarlberg[23]

## Sonstiges
- Im Herbst 2009 wurde der Ortsteil Passendorf zur Filmkulisse, Regisseurin Elisabeth Scharang drehte den Kinospielfilm Vielleicht in einem anderen Leben, nach dem Theaterstück Jedem das Seine von Peter Turrini und Silke Hassler. Hierfür wurden im ganzen Ort 100 m³ Schotter aufgeführt, Stromleitungen abgenommen, Fassaden verbaut oder restauriert, ein Wirtshaus und ein alter Stadl errichtet.[24]

## Persönlichkeiten
Ehrenbürger der Gemeinde
- Ernest Hauswirth (1818–1901), Abt des Schottenstiftes Wien
- Josef Reither (1880–1950), österreichischer Politiker, Landeshauptmann
- Karl Buresch (1878–1936), Rechtsanwalt, österreichischer Politiker der Christlichsozialen Partei, Landeshauptmann
- Engelbert Dollfuß (1892–1934), österreichischer Politiker, Bundeskanzler
- Hermann Peichl (1887–1966), Abt des Schottenstiftes Wien
- Engelbert Heilinger, Chronist und Komponist
- Rudolf Hirsch (Politiker) (1903–1984), österreichischer Politiker (ÖVP), Landeshauptmannstellvertreter
- Egon Geier (1904–1976), Schriftsteller und Lyriker
- Erwin Pröll (* 1946), österreichischer Politiker (ÖVP), Landeshauptmann von Niederösterreich von 1992–2017
- 2005: Kaplan August Paterno (1935–2007), Kaplan, Autor, österreichischer Fernsehkaplan, Gründer des Europahauses in Pulkau
- Friedrich Kirch, Uhrmachermeister, Altbürgermeister
- Karl Paul, Altbürgermeister
- 2021: Manfred Marihart, Altbürgermeister[25]

Söhne und Töchter der Gemeinde
- Franz Schneider (Organist) (1737–1812), Komponist, Musiker, Orgelvirtuose, Organist in Pulkau und später in Stift Melk[26]
- Peter Zäch von Pulkau (* um 1370; † 1425), Rektor der Wiener Universität, Domherr zu St. Stephan in Wien
- Stephanus Schlachter, Rektor der Universität Wien
- Benno Pointner (1722–1807), Abt des Schottenstiftes in Wien
- Ferdinand Engelbert Gregor Mayer (1754–1820), Benediktiner, Theologe und Hochschullehrer
- Walter Ullmann (1910–1983), britischer Historiker österreichischer Herkunft
- Herbert Puschnik (* 1944), österreichischer Heimatforscher und Künstler

Personen mit Bezug zur Gemeinde
- Wolfgang Adam Gotthard, Kanonikus des Wiener Neustädter Bistums
- Josef Columbus (1804–1877), Dekan der theologischen Fakultät und Leiter der Burgpfarre des kaiserlichen Hofes in Wien
- Franziska Gering (1863–1950), österreichische Schriftstellerin
- Engelbert Heilinger (1876–1961), österreichischer Chronist und Komponist
- Josef Pazelt (1891–1956), Autor und Nationalratsabgeordneter, unterrichtete von 1914 bis 1923 in Pulkau
- Alois Puschnik (1922–2007), österreichischer Heimatforscher (sakrale Flurdenkmale, Familienforschung), wohnte in Groß-Reipersdorf bei Pulkau
- Christian M. Nebehay (1909–2003), österreichischer Kunsthändler, Kunstsammler und Autor
- Renee Nebehay (1916–2004), österreichische Autorin britischer Herkunft
- Heinrich Tahedl (1907–1985), österreichischer Maler und Grafiker, lebte ab 1969 in der „Kranzlmühle“ in Leodagger
- Alois Vogel (1922–2005), österreichischer Schriftsteller, lebte ab 1976 in Pulkau